# Adidas Oceaunz

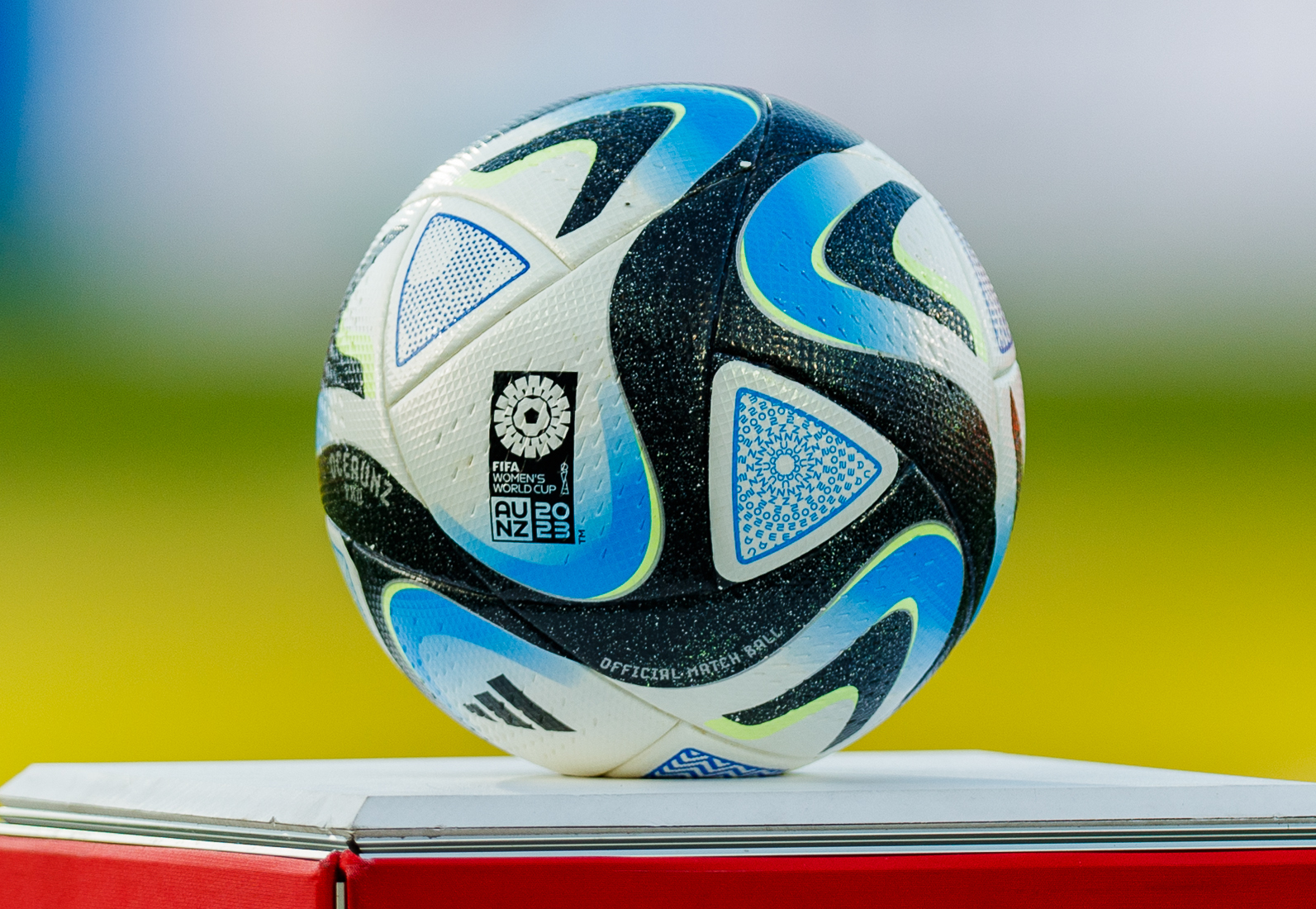
A bola em 2023

A Adidas Oceaunz é uma bola de futebol produzida pela Adidas. É a bola oficial da Copa do Mundo de Futebol Feminino de 2023, da Copa do Mundo FIFA Sub-20 de 2023, da Copa do Mundo FIFA Sub-17 de 2023, bem como da Qatar Stars League de 2023–24. É a nona bola de futebol consecutiva produzida pela Adidas para a Copa do Mundo de Futebol Feminino. O nome "Oceaunz" é uma junção dos nomes dos lugares onde aconteceram o torneio: Oceania, Austrália e Nova Zelândia. Oceaunz apresenta a mesma tecnologia de bola conectada usada na bola oficial na Copa do Mundo FIFA de 2022.
A bola da partida para as semifinais, disputa do terceiro lugar e final, a Adidas Oceaunz Final Pro, foi revelada em 14 de agosto de 2023. Ela difere do Oceaunz regular com uma coloração laranja e dourada, refletindo o pôr do sol no horizonte de Sydney, onde a final foi realizada em 20 de agosto de 2023, no Stadium Australia no Parque Olímpico de Sydney.